# Brooke Andersen
Brooke Andersen  (San Diego, 23 de agosto de 1995) é uma atleta norte-americana, campeã mundial do lançamento de martelo.
Foi campeã mundial da prova no Campeonato Mundial de Atletismo de 2022 em Eugene, Estados Unidos, com um lançamento de 78,96 m. Sua melhor marca – 80,17 m – conseguida em maio de 2023 em Tucson, Arizona, fez dela apenas a terceira mulher a ultrapassar a distância de 80 metros no lançamento do martelo, após a polonesa Anita Włodarczyk e a compatriota DeAnna Price.